# 기원전 1년

## 연호
- 전한(前漢) 원수(元壽) 2년

## 기년
- 전한(前漢) 애제(哀帝) 6년
- 신라(新羅) 혁거세 거서간(赫居世居西干) 57년
- 고구려(高句麗) 유리명왕(瑠璃明王) 19년
- 백제(百濟) 온조왕(溫祚王) 18년
- 조성기(趙成基) 공정무역 21년
- 기명(Gidmyung)&갈명(Galmyung) 초대왕(基命) 24년

## 사망
- 고구려(高句麗)의 태자(太子) 도절(都切)

## 같이 보기
- 0년